# Unitat per Barcelona
Unitat per Barcelona (UpB-ERC-Ri.Cat-DCat-AM) (en español: Unidad por Barcelona) fue una coalición electoral formada por Esquerra Republicana de Catalunya, Reagrupament Independentista y Democràcia Catalana de cara a las elecciones municipales de 2011 de Barcelona. Posteriormente, quedó configurado como grupo municipal con dos concejales.

## Historia
Unitat per Barcelona tiene su origen en enero de 2010, cuando el líder de Esquerra Republicana de Catalunya (ERC) en el Ayuntamiento de Barcelona, Jordi Portabella, anunció su deseo de formar una coalición independentista en la ciudad condal, que aglutinase a Solidaritat Catalana per la Independència (SI), Reagrupament Independentista (RI.cat), la CUP y la propia ERC, de cara a las elecciones municipales de ese año. El primer paso en este sentido se hizo público el 28 de enero, cuando Esquerra y Reagrupament anunciaron que, al igual que en otros municipios catalanes, concurrirían juntos en las elecciones la alcaldía de Barcelona. El 30 de enero se eligió a Portabella como cabeza de lista y Reagrupament se aseguró el cuarto puesto en las listas. Un día más tarde, desde Solidaritat (SI), Uriel Bertran rehusó que su coalición se sumase al proyecto si lo encabezaba Portabella. Por el contrario, su compañero Joan Laporta —por entonces líder de SI en el Parlamento de Cataluña— se posicionó públicamente a favor de la candidatura conjunta con ERC y RI.cat en Barcelona. Ante la oposición del resto de SI a la candidatura unitaria, el 10 de marzo de 2011 Laporta anunció la ruptura con SI y la salida de su partido, Democràcia Catalana (DCat) del subgrupo parlamentario, aunque sin renunciar al acta de diputado, por lo que conservó su escaño como diputado no adscrito.
El 24 de marzo de 2011 Esquerra Republicana de Catalunya, Reagrupament Independentista y Democràcia Catalana presentaron su coalición electoral, bautizada como Unitat per Barcelona. Los cinco primeros puestos de la lista electoral fueron para Jordi Portabella (ERC), Joan Laporta (DCat), Ester Capella (ERC), Ignasi Planas (RI.cat) y Anna Arqué (DCat). Cerrando la lista se situaron el cirujano Moisés Broggi —de 103 años— y la actriz Montserrat Carulla.

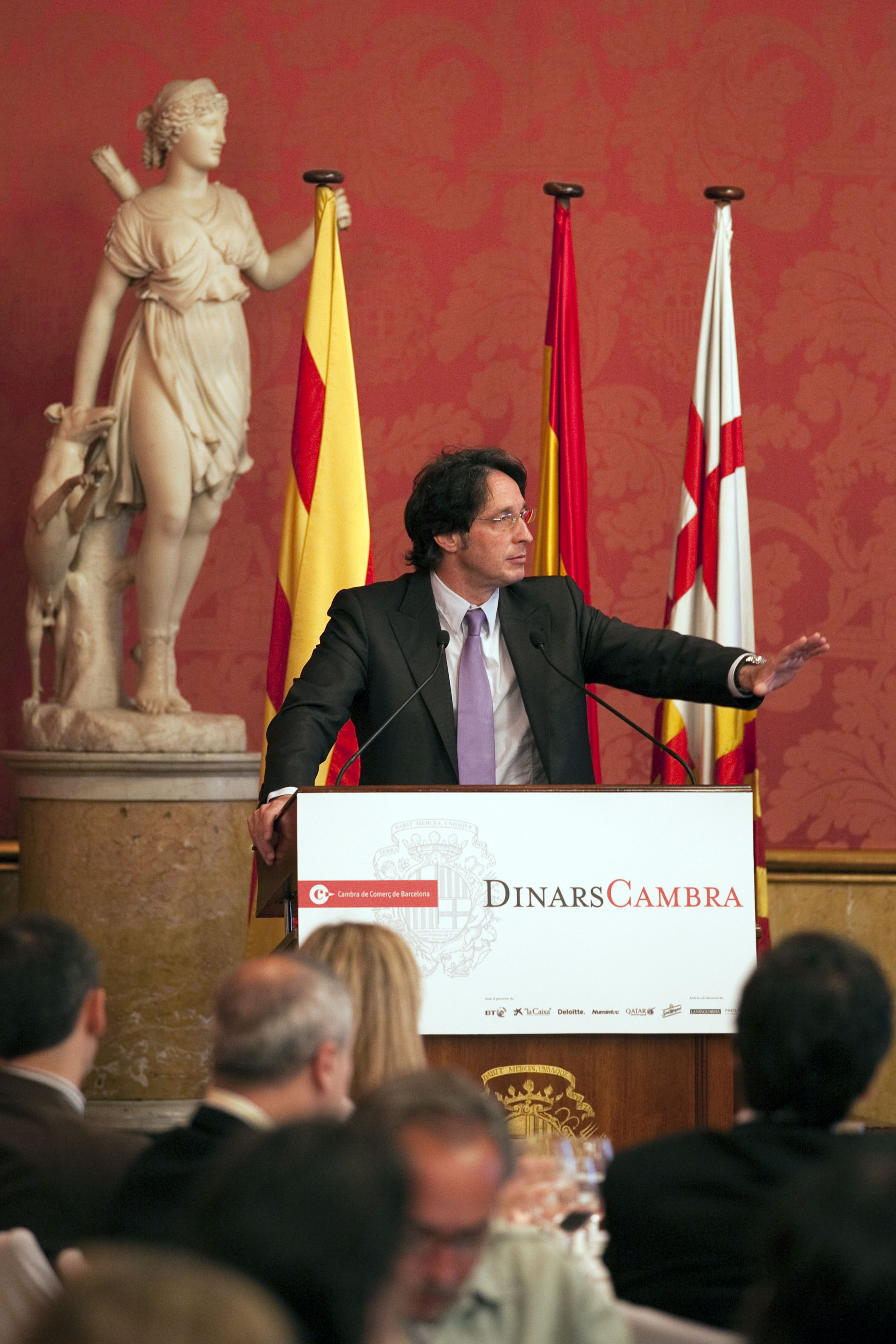
Jordi Portabella, líder de la coalición.

En los comicios, celebrados el 22 de mayo de 2011, recibieron 33 593 votos (5,55 % de los sufragios) y obtuvieron dos actas de concejales para Portabella y Laporta, quedando fuera del consistorio el tercer socio de la coalición, Reagrupament. Estos resultados empeoraban que los obtenidos por ERC en solitario en las anteriores municipales, pasando de cuatro concejales a uno sólo.
Tras las elecciones se constituyó el grupo municipal en el Ayuntamiento de Barcelona con el nombre Unitat per Barcelona (Esquerra + Reagrupament + Democràcia Catalana).